# Kanton Abbeville-Nord
Der Kanton Abbeville-Nord war bis 2015 ein französischer Kanton im Arrondissement Abbeville, im Département Somme und in der Region Picardie; sein Hauptort war Abbeville.

## Gemeinden
Der Kanton bestand aus einem Teil der Stadt Abbeville und sechs weiteren Gemeinden:
| Gemeinde               | Einwohner Jahr | Fläche km² | Bevölkerungsdichte | Code INSEE | Postleitzahl |
| ---------------------- | -------------- | ---------- | ------------------ | ---------- | ------------ |
| Abbeville              | 23.821 (2013)  | –          | – Einw./km²        | 80001      | 80100, 80109 |
| Bellancourt            | 521 (2013)     | 5,98       | 87 Einw./km²       | 80078      | 80132        |
| Caours                 | 613 (2013)     | 6,13       | 100 Einw./km²      | 80171      | 80132        |
| Drucat                 | 886 (2013)     | 10,84      | 82 Einw./km²       | 80260      | 80132        |
| Grand-Laviers          | 351 (2013)     | 9,5        | 37 Einw./km²       | 80385      | 80132        |
| Neufmoulin             | 364 (2013)     | 4,43       | 82 Einw./km²       | 80588      | 80132        |
| Vauchelles-les-Quesnoy | 825 (2013)     | 6,14       | 134 Einw./km²      | 80779      | 80132        |